# Hrîțkiv, Horodok
Hrîțkiv (în ucraineană Грицьків) este un sat în comuna Velîkîi Karabciiv din raionul Horodok, regiunea Hmelnîțkîi, Ucraina.

## Demografie
Componența lingvistică a localității Hrîțkiv
     Ucraineană (98,46%)
     Rusă (1,54%)
Conform recensământului din 2001, majoritatea populației localității Hrîțkiv era vorbitoare de ucraineană (98,46%), existând în minoritate și vorbitori de rusă (1,54%).